# 簡秀枝
簡秀枝（英語：Katy Hsiu Chih Chien），台灣藝術媒體工作者，現為「典藏雜誌社」社長、「典藏藝術家庭股份有限公司」負責人、「憨憨泉設計有限公司」負責人、大葉國際投資股份有限公司董事長。

## 簡歷
簡秀枝曾任報報記者、藝術家傳記作者、近年投入行腳筆耕工作，把美術、音樂、建築帶入書寫。 以分刊分眾把藝術出版極大化，目前擁有《典藏．古美術》、《典藏．今藝術&投資》、《小典藏》、《Yishu-The Journal of Chinese contemporary art 》等刊物。
除了媒體事業外，曾任台北當代藝術基金會董事、文化部生活美學館董事、文化部公共藝術審議委員。
現任財團法人臺灣生活美學基金會空總C-LAB臺灣當代文化實驗場董事、台北市文化藝術基金會董事、台北市立美術館諮詢委員、新北美術館籌備處諮詢委員、王道藝術文化基金會董事、中環美術館董事、南港軟體園區公共藝術審查委員。
從1990年代起，投身華人與台灣當代藝術收藏，經營典藏藝術品租賃、餐飲，以藝術真跡作品，妝點典藏咖啡店、藝術餐廳、出租套房等。

## 爭議事件
2018年8月10日，簡秀枝於典藏藝術網專欄刊登文章，於開頭指出：「鄭問，是誰？！漫畫家，為什麼可以在故宮博物院展出！？」，並質疑漫畫於故宮展覽的藝術性與資格，此舉遭受鄭問粉絲及龐大網民抗議，本人僅在媒體電話採訪時回應：「現在正在風頭上，怎麼講都講不清楚，已無話可說！」。
其夫財信傳媒董事長謝金河在接受媒體詢問時，也僅在電話中表示：「我不知道這件事，她的領域我從來不干涉。」